# Szabó Ildikó (labdarúgó)
Szabó Ildikó (Kaposvár, 1978. december 20. –) válogatott magyar labdarúgó, csatár.

## Pályafutása

### A válogatottban
1999 és 2002 között öt alkalommal szerepelt a válogatottban és egy gólt szerzett.

## Sikerei, díjai
- Magyar bajnokság
  - 2.: 1997–98, 1998–99, 1999–00, 2002–03, 2008–09
  - 3.. 2003–04, 2006–07, 2007–08
- Magyar kupa
  - győztes: 2003, 2004
  - döntős: 2008

## Statisztika

### Mérkőzései a válogatottban
| Magyarország | Magyarország      | Magyarország         | Magyarország | Magyarország | Magyarország | Magyarország     | Magyarország | Magyarország |
| #            | Dátum             | Helyszín             | Hazai        | Eredmény     | Vendég       | Kiírás           | Gólok        | Esemény      |
| ------------ | ----------------- | -------------------- | ------------ | ------------ | ------------ | ---------------- | ------------ | ------------ |
| 1.           | 1999. június 20.  | Tótkeresztúr         | Szlovénia    | 0 – 9        | Magyarország | barátságos       | -            | 66'          |
| 2.           | 2000. április 26. | Kecskemét            | Magyarország | 6 – 0        | Törökország  | Eb-selejtező     | -            | 85'          |
| 3.           | 2001. május 26.   | Tiszaújváros         | Magyarország | 8 – 1        | Szlovénia    | nemzetközi torna | 1            | 85' 90'      |
| 4.           | 2002. március 27. | Hévíz                | Magyarország | 7 – 1        | Szlovénia    | barátságos       | -            | 82'          |
| 5.           | 2002. május 23.   | Budapest, Megyeri út | Magyarország | 4 – 1        | Törökország  | Eb-selejtező     | -            | 77'          |
|              | Összesen          |                      |              | 5            | mérkőzés     |                  | 1            | gól          |